# Ropolonellus
Ropolonellus is een geslacht van uitgestorven kreeftachtigen uit de klasse van de Ostracoda (mosselkreeftjes).

## Soorten
- Ropolonellus aznajevaensis (Rozhdestvenskaya, 1962) Coen, 1985 †
- Ropolonellus dubius Stewart & Hendrix, 1945 †
- Ropolonellus kettneri (Pokorny, 1951) Adamczak, 1976 †
- Ropolonellus pandus Peterson, 1964 †
- Ropolonellus papillatus Van Pelt, 1933 †
- Ropolonellus pectinatus Ljaschenko, 1960 †
- Ropolonellus plenus Kesling & Weiss, 1953 †
- Ropolonellus robustus Adamczak, 1976 †